# Japonski kostanj
Japonski kostanj (znanstveno ime Castanea crenata) je vrsta kostanja, ki je samonikla na Japonskem in v Južni Koreji.

## Opis
Japonski kostanj je listopadno drevo, ki v višino doseže med 10 in 15 metrov. Listi so podobni listom pravega kostanja, le nekoliko manjši. V dolžino merijo med 8 in 19 cm, v širino pa 3 do 5 cm. Cvetovi so od 7 do 20 cm dolge mačice, na katerih so na zgornji strani (bliže peclju) moški cvetovi, na spodnji strani pa ženski. Drevo cveti poleti, iz oplojenih ženskih cvetov pa se razvijejo bodičaste ježice, v katerih je od 3 do 7 rjavih plodov, ki dozorijo oktobra.

## Uporabnost
Plodovi japonskega kostanja so užitni in so izjemno priljubljena hrana. Vzgojili so mnogo različnih kultivarjev, ki jih veliko sadijo na Kitajskem in na Tajvanu.